# Festival de Cannes de Scrabble
Pour les articles homonymes, voir Festival de Cannes (homonymie).
Le Festival de Cannes est un festival international de Scrabble. Le festival a lieu pendant le Festival international des jeux, traditionnellement vers la fin février. La compétition est disputée par quelque mille scrabbleurs venant majoritairement des fédérations française, belge, suisse, sénégalaise et tunisienne.
Le Festival de Cannes n'a pas eu lieu en 1991 pour cause de mesures de sécurité liées à la guerre du Golfe et en 1999 à cause de travaux dans le Palais des Festivals. Des épreuves de remplacement ont été organisées respectivement à Vichy (Kanavichi) et Avignon ces années-là. Les éditions 2021 et 2022 ont quant à elles été annulées à cause de la pandémie de covid-19. L'édition 2023 est la dernière à se tenir au centre-ville de Cannes, à la gare maritime.
Le Championnat de France de Scrabble classique a eu lieu dans le cadre du festival de 1986 à 1998.

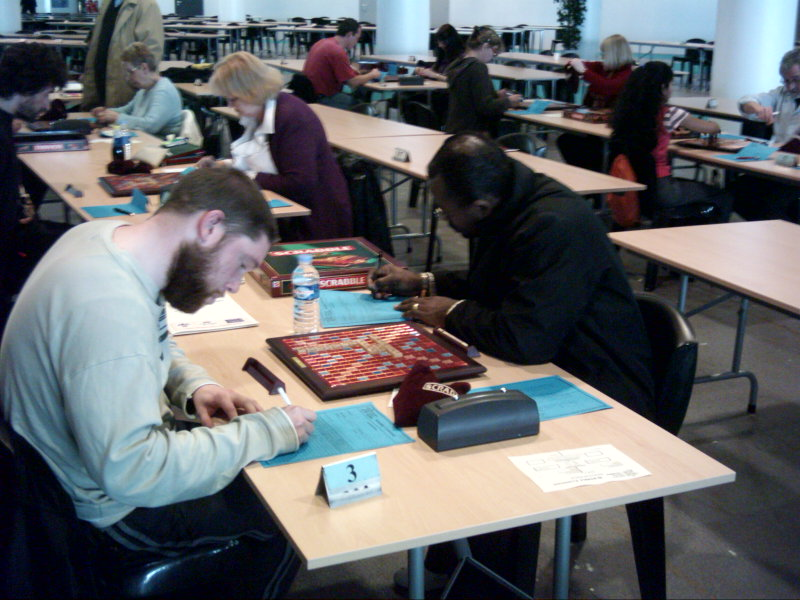
Le tournoi de Cannes de Scrabble classique en 2007.

## Programme
Le festival dure une semaine et est composé de plusieurs épreuves de Scrabble duplicate et de Scrabble classique. Des animations publiques et des exhibitions sont également au programme.
Voici une liste d'épreuves actuellement disputées :
- Duplicate
  - Coupe de la Fédération : tournoi en trois manches ouvert à tous.
  - Coupe de la Méditerranée : tournoi en cinq manches ouvert à tous.
  - Parties originales (joker, 7/8 joker, 7 et 8 joker) : tournoi en trois manches ouvert à tous.
  - Coupe de Cannes : tournoi en cinq manches en deux minutes, le plus important des tournois duplicate de ce festival, comptant pour le Grand Chelem.
- Classique
  - Un tournoi comptant pour le classement international et la qualification pour le Championnat du monde de Scrabble classique.

En 2011, le Championnat de France de Scrabble en blitz a été organisé lors du festival de Cannes. Cette formule ayant rencontré peu de succès, ce championnat a été de nouveau joué à la suite du Championnat de France de Scrabble duplicate dès l'année suivante.
Jusqu'en 2015, la coupe de la Fédération s'effectuait en cinq manches sur deux jours. Le festival comportait aussi un tournoi en paires en trois manches disputées (deux minutes par coup) par équipes de deux joueurs ainsi qu'un second tournoi en classique. 

## Palmarès de la Coupe de Cannes
| Année | Vainqueur                                    |                                    |                                        |                    |                     |                       |
| ----- | -------------------------------------------- | ---------------------------------- | -------------------------------------- | ------------------ | ------------------- | --------------------- |
| 1986  | Benjamin Hannuna                             |                                    |                                        |                    |                     |                       |
| 1987  | Bruno Bloch                                  |                                    |                                        |                    |                     |                       |
| 1988  | Michel Duguet                                |                                    |                                        |                    |                     |                       |
| 1989  | Philippe Bellosta                            |                                    |                                        |                    |                     |                       |
| 1990  | Philippe Bellosta (2)                        |                                    |                                        |                    |                     |                       |
| 1991  | Jean-François Lachaud                        |                                    |                                        |                    |                     |                       |
| 1992  | Emmanuel Rivalan                             |                                    |                                        |                    |                     |                       |
| 1993  | Jean-François Lachaud (2)                    |                                    |                                        |                    |                     |                       |
| 1994  | Aurélien Delaruelle                          |                                    |                                        |                    |                     |                       |
| 1995  | Aurélien Kermarrec                           |                                    |                                        |                    |                     |                       |
| 1996  | Jean-François Lachaud (3)                    |                                    |                                        |                    |                     |                       |
| 1997  | Franck Maniquant Emmanuel Rivalan (2)        |                                    |                                        |                    |                     |                       |
| 1998  | Florian Lévy                                 |                                    |                                        |                    |                     |                       |
| 1999  | Jean-Pierre Hellebaut                        |                                    |                                        |                    |                     |                       |
| 2000  | Anthony Clémenceau                           |                                    |                                        |                    |                     |                       |
| 2001  | Vincent Derval                               |                                    |                                        |                    |                     |                       |
| 2002  | Christian Pierre                             |                                    |                                        |                    |                     |                       |
| 2003  | Jean-François Lachaud (4) Thierry Chincholle |                                    |                                        |                    |                     |                       |
| 2004  | Jean-François Lachaud (5)                    | Florian Lévy Germain Boulianne     |                                        | Thierry Chincholle | Antonin Michel      | Jean-François Himber  |
| 2005  | Zouheir Aloulou                              | Thierry Chincholle                 | Florian Lévy                           | Franck Maniquant   | Antonin Michel      | Jean-François Lachaud |
| 2006  | Jean-Pierre Hellebaut (2)                    | Hugo Delafontaine                  | Pascal Fritsch                         | Antonin Michel     | Ndongo Samba Sylla  | Jean-François Lachaud |
| 2007  | Florian Lévy (2)                             | Hugo Delafontaine                  | Guy Delore                             | Pascal Fritsch     | Eric Parpal         | Mactar Sylla          |
| 2008  | Antonin Michel                               | Eric Vennin                        | Florian Levy                           | Thierry Chincholle | Francis Leroy       | Jean-François Lachaud |
| 2009  | Antonin Michel (2)                           | Franck Maniquant                   | Thierry Chincholle Francis Leroy       |                    | Eugenie Michel      | Florian Lévy          |
| 2010  | Franck Maniquant (2)                         | Jean-François Lachaud              | Hugo Delafontaine                      | Mactar Sylla       | Anthony Clemenceau  | Benoit Delafontaine   |
| 2011  | Thierry Chincholle (2)                       | Antonin Michel                     | Jean-François Lachaud                  | Mactar Sylla       | Florian Levy        | Kevin Meng            |
| 2012  | Thierry Chincholle (3)                       | Jean-François Lachaud Florian Levy |                                        | David Bovet        | Zouheir Aloulou     | Jean-Yves Costa       |
| 2013  | Fabien Leroy                                 | Zouheir Aloulou Étienne Budry      |                                        | Antonin Michel     | Thierry Chincholle  | Jean-François Lachaud |
| 2014  | Antonin Michel (3)                           | Jean-François Lachaud              | Florian Levy                           | Franck Maniquant   | Hugo Delafontaine   | David Bovet           |
| 2015  | Étienne Budry                                | Antonin Michel                     | Jean-François Lachaud                  | Samson Tessier     | Thierry Chincholle  | Hugo Delafontaine     |
| 2016  | Guy Delore                                   | Jean-François Lachaud              | Luc Thomas                             | Nicolas Thomas     | Thierry Chincholle  | Eric Vennin           |
| 2017  | Jean-François Lachaud (6)                    | Christian Pierre                   | David Bovet Florian Levy               |                    | Hugo Delafontaine   | Franck Maniquant      |
| 2018  | Jean-Baptiste Gaston                         | Marc Bruyere                       | Jean-François Lachaud Christian Pierre |                    | Thierry Chincholle  | Luc Thomas            |
| 2019  | Aurelien Delaruelle                          | François-Xavier Adjovi             | Franck Maniquant                       | Thierry Chincholle | Zouheir Aloulou     | Jean-François Lachaud |
| 2020  | Thierry Chincholle (4)                       | Jean-François Lachaud              | Hugo Delafontaine Franck Maniquant     |                    | Benoit Delafontaine | Jean-Baptiste Gaston  |
| 2021  | -                                            |                                    |                                        |                    |                     |                       |
| 2022  | -                                            |                                    |                                        |                    |                     |                       |
| 2023  | Antonin Michel (4)                           | Samson Tessier                     | Jean-François Lachaud                  | Fabien Leroy       | Gérard Boccon       | Luc Thomas            |

### Nombre de titres
1. Jean-François Lachaud (6)
2. Thierry Chincholle et Antonin Michel (4)
3. Philippe Bellosta, Jean-Pierre Hellebaut, Florian Lévy, Franck Maniquant et Emmanuel Rivalan (2)

12 autres joueurs à une victoire